# Росляково (Мурманск)
Росляко́во — жилой район города Мурманска (до 2015 года посёлок городского типа). Население — 8928 чел. (2014).

## География
Расположен на восточном побережье Кольского залива в 10 км от центра города и в 8 км от центра Североморска.

## История
Поселение на месте Рослякова известно с 1896 года. В 1959 году преобразован в посёлок городского типа. В 1991 году в посёлке была открыта православная церковь Архангела Михаила.
В 2002—2003 годах в Рослякове в плавдоке ПД-50 проводилась утилизация атомной подводной лодки Курск.
1 сентября 2014 года вышел Указ Президента Российской Федерации № 603 о выделении посёлка городского типа Росляково из состава ЗАТО город Североморск с 1 января 2015 года и включении в состав городского округа город Мурманск.
1 января 2015 года вступили в силу законы Мурманской области № 1812-01-ЗМО «Об упразднении населенного пункта Мурманской области и о внесении изменений в отдельные законодательные акты Мурманской области» и № 1813-01-ЗМО "О внесении изменений в законы «Об утверждении границ муниципальных образований Мурманской области» и «Об утверждении границ административно-территориальной единицы город Мурманск». Эти документы упраздняют посёлок городского типа Росляково в связи с его присоединением к городу Мурманску и вносят изменения в описание границ административно-территориальной единицы город Мурманск.
12 января 2015 года премьер-министр России Дмитрий Медведев подписал распоряжение, согласно которому на территории Рослякова планируется реализовать инвестиционный проект ОАО «НК Роснефть» по созданию современной арктической базы обеспечения.
30 октября 2018 года в Рослякове на 82-м судоремонтном заводе затонул плавучий док ПД-50, в котором находился авианесущий крейсер «Адмирал Флота Советского Союза Кузнецов».

## Транспорт
Добраться из центра Мурманска можно автобусом № 33Р, а также пригородными автобусами 105 и 107.

### Торговля
Торговля представлена несколькими федеральными и областным сетями — Магнит, Пятёрочка, а также небольшими розничными магазинами.

## Население
| 1959  | 1970  | 1979  | 1989    | 2002  | 2009  | 2010  |
| ----- | ----- | ----- | ------- | ----- | ----- | ----- |
| 4118  | ↗5502 | ↗7633 | ↗11 981 | ↘9458 | ↗9787 | ↘8696 |
| 2012  | 2013  | 2014  |         |       |       |       |
| ↗8832 | ↗8855 | ↗8928 |         |       |       |       |

Численность населения, проживающего на территории Рослякова, по данным Всероссийской переписи населения 2010 года, составляет 8696 человек, из них 4077 мужчин (46,9 %) и 4619 женщин (53,1 %).

## Геральдика
25 декабря 1990 года был утверждён герб посёлка. Автором герба является Александр Борисович Хрусталёв. Герб выполнен на французском геральдическом щите красного цвета с голубой волнообразной оконечностью. В центре щита расположены золотой якорь и золотой гаечный ключ. В вольной части щита на голубом поле находится золотое северное сияние и рыба. Якорь и гаечный ключ символизируют судоремонтную промышленность — основную промышленность посёлка. Лазурная оконечность щита поясняет, что посёлок расположен на берегу Кольского залива. Красное поле — трудовые традиции поселка. В вольной части щита располагаются элементы герба Мурманска, означающие расположение посёлка в Мурманской области.

## Образование
В микрорайоне имеются средние общеобразовательные школы № 3, № 4, Мурманский индустриальный колледж № 19 и детская школа искусств.